# Tipula raysmithi
Tipula raysmithi är en tvåvingeart som beskrevs av Alexander 1965. Tipula raysmithi ingår i släktet Tipula och familjen storharkrankar. Inga underarter finns listade i Catalogue of Life.